# اوزون‌بیات
اوزون‌بیات (به ترکی آذربایجانی: Uzunboyad) یک منطقهٔ مسکونی در جمهوری آذربایجان است که در شهرستان شابران واقع شده‌است. اوزون‌بیات ۱٬۳۷۸ نفر جمعیت دارد.